# Come la prima volta (singolo)
Come la prima volta è un singolo del cantautore italiano AKA 7even, pubblicato il 6 maggio 2022.

## Descrizione
Il brano, scritto dallo stesso cantautore con Leonardo Lamacchia, è prodotto dallo stesso AKA 7even con Max Elias Kleinschmidt, in arte Cosmophonix.

## Video musicale
Il video musicale, diretto da Simone Peluso, è stato pubblicato in concomitanza all'uscita del brano attraverso il canale YouTube del cantautore.

## Tracce
Testi di Luca Marzano e Leonardo Lamacchia, musiche di Luca Marzano, Gianvito Vizzi, Luca Bottoli e Max Elias Kleinschmidt.
1. Come la prima volta – 2:25